# Исаева, Наталья Николаевна
Наталья Николаевна Исаева (15 февраля 1961 — 24 августа 2021, Киров, Россия) — российская театральная актриса. Народная артистка Российской Федерации (2012).

## Биография
Родилась 15 февраля 1961 года.
В 1983 году окончила Свердловское театральное училище (курс народного артиста РСФСР Александра Соколова) и была принята в труппу Кировского драматического театра, в которой работала до своей смерти.
В 2002 году при её непосредственном участии был открыт музей Кировского драматического театра.
С 2005 по 2015 год возглавляла Кировское отделение Союза театральных деятелей России.
Скончалась 24 августа 2021 года в Кирове на 61-м году жизни в результате продолжительной онкологической болезни. Похоронена на Новомакарьевском кладбище Кирова.

## Семья
Муж — Никишов Евгений Васильевич, работал в Кировском драматическом театре, умер в январе 2021 года. Дочь — телеведущая ТК «Первый Городской канал в Кирове» Ксения Никишова (род. 1984). Внук Николай (род. 2018).

## Награды и звания
- Заслуженный артист Российской Федерации (1997)[8]
- Почётная грамота Министерства культуры Российской Федерации (2002)
- Народный артист Российской Федерации (2012)[9].